# Scuole İmam Hatip

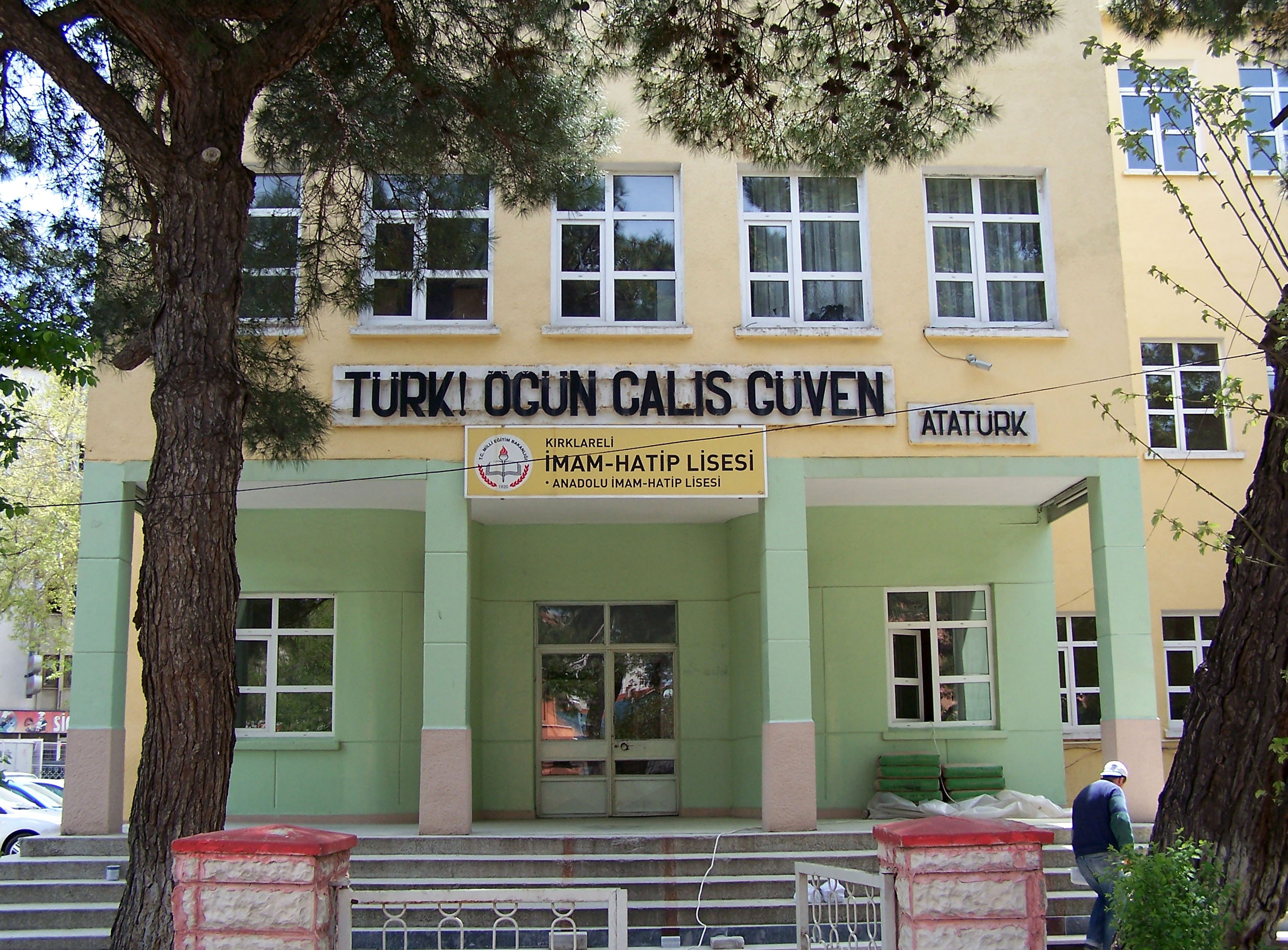
Facciata principale di una scuola imam hatip a Kırklareli

Le İmam Hatip (in turco imam hatip liseleri) sono scuole professionalizzanti statali deputate alla formazione degli imam e dei khaṭīb turchi. Dai primi anni duemila, il relativo titolo di studio è riconosciuto valido per partecipare al test di ammissione nelle università statali turche (Öğrenci Seçme Sınavı).

## Organizzazione
A partire dall'anno scolastico 2012/2013, fu istituito il primo ciclo di istruzione intermedia delle Scuole İmam Hatip (chiamate in turco orta okul), che al piano formativo di altri istituti univa anche insegnamenti di lingua araba, Corano e Islam, con un anno aggiuntivo di insegnamento. Le scuole ort okul erano frequentate al termine del quinto anno di elementari.
Nell'anno scolastico 2005/2006, si erano iscritti 43 726 studenti, pari a  una stima del 7% dei diplomati turchi che completarono gli studi. La legge 6287 del 30 marzo 2012 (pubblicata in Gazzetta Ufficiale il 10 aprile 2012) elevò l'obbligo scolastico fino all'età di dodici anni.  A seguito della riforma, 694 scuole medie furono convertite in Imam Hatip con 100 000 studenti iscritti, di cui 20 000 negli 85 istituti di Istanbul, pari al 9% del totale di quella città. A partire dall'anno scolastico 2012/2013, a Konya si potevano contare 49 scuole di primo grado e 26 secondarie di tipo Imam Hatip.
Le primarie Imam Hatip hanno un monte ore settimanale di 36 ore; la quinta e la sesta classe del ciclo primario ne prevedono 28 che aumentano a 29 ore al settimo e ottavo anno. Le materie obbligatorie includono: turco, matematica, scienze naturali, scienze sociali, storia della Repubblica turca e del kemalismo, lingua straniera, cultura religiosa ed etica. Inoltre, è obbligatorio anche l'insegnamento della religione islamica, che è invece opzionale negli altri istituti, mediante materie quali: vita del Profeta Maometto, fondamenti della religione e temi del Corano. Gli insegnamenti di Corano e di Vita del Profeta (compresa la conoscenza di base della religione) vengono insegnate due ore a settimana, mentre l'arabo viene insegnato per quattro ore nelle classi quinta e sesta, ridotte a tre ore settimanali nelle classi settima e ottava.

## Storia
Già negli anni 1920, la legge di uniformazione dell'insegnamento prevedeva la creazione di una scuola speciale per i funzionari religiosi, ponendo tutte le scuole statali alla dipendenze del Ministero dell'Istruzione Pubblica, che aveva il compito di definire i contorni del programma educativo nazionale, garantendone l'attuazione didattica. Le  İmam Hatip Mektepleri furono chiuse fra il 1928 e il 1929 per la scarsità di domanda e di fondi governativi.
Dal 1949 in poi, i diplomati maschi delle scuole medie ebbero la possibilità di seguire corsi di İmam Hatip di dieci mesi per diventare imam e khaṭīb.
Nel 1951, il governo di Adnan Menderes stabilì nuovi requisiti legali per poter diventare imam, fonde la prima generazione di scuole primarie di tipo İmam Hatip, il cui numero aumentò rapidamente nei decenni successivi: nel 1997 le Imam Hatip superarono i 511 000 studenti iscritti, il numero più alto in assoluto dal dopoguerra. Durante il cosiddetto colpo di Stato post-moderno del 28 febbraio 1997, l'esercito erede di Ataturk intervenne nuovamente in difesa della laicità dello stato: i vertici militari del Consiglio di Sicurezza Nazionale deposero il governo in carica di Necmettin Erbakan e del Partito del Benessere islamico. La giunta militare chiese quindi alla coalizione guidata da Erbakan e Çiller di elevare l'obbligo scolastico da cinque a otto anni, al fine di ridurre il numero di iscritti alle primarie Imam Hatip.
L'obiettivo era quello di abolire la scuola media Orta okul, che permetteva agli studenti di iscriversi a una scuola Imam Hatip o a un altro istituto superiore professionale al termine della quinta elementare. Il governo di Erbakan si rifiutò di attuare queste riforme e si dimise nel giugno 1997, su pressione degli alti ufficiali dell'esercito turco.
Il governo successivo attuò le riforme, rendendo possibile l'iscrizione alle scuole Imam Hatip solamente a partire dalla nona classe. Il numero di studenti calò rapidamente. Nel 2004, vi fu un dibattito pubblico circa l'uguaglianza delle scuole superiori İmam Hatip con le altre previste dall'ordinamento scolastico poiché i critici consideravano le scuole statali coraniche come una fucina di quadri islamici.
Nel marzo 2012, fu varata una controriforma che revocava quella del 1997, ripristinando le scuole medie Imam Hatip  dal sesto all'ottavo anno del percorso di studi. I critici bollarono la norma come un ritorno all'oscurantismo, a una leadership autoritaria dell'istruzione pubblica, all'indottrinamento religioso, nonché alla svalutazione del Parlamento democraticamente eletto. Uno dei capi della protesta fu Yunus Memiş del sindacato conservatore degli insegnanti Eğitim Bir-Sen. Ciò che Erdoğan vide come una correzione tardiva di un'ingiusta esclusione degli ambienti religiosi dall'istruzione statale, fece temere ai suoi critici l'islamizzazione della Turchia.
Le critiche riguardavano anche il metodo della riforma, oltre al merito. Sindacati della scuola e facoltà di importanti università private erano infastidite da un'iniziativa unilaterale del partito di governo filoislamico AKP, assunta in fretta, senza alcun dibattito pubblico o parlamentare e senza essere neppure uno dei punti del programma politico annunciato prima dell'ascesa al potere nel 2011. Kasım Birtek del sindacato degli insegnanti Eğitim-Sen dichiarò che lo Stato avrebbe dovuto essere obbiettivo in materia religiosa e che avrebbe dovuto lasciare alla popolazione la scelta di promuovere un'educazione di tipo confessionale.

Purtuttavia, il programma elettorale del 2002 aveva fra i suoi punti qualificanti la fine delle restrizioni all'uso del chador (turban in turco) e alle scuole imah hatip, oltre alla riconversione della Basilica di Santa Sofia in moschea.

## Dopo il 2012
La riforma del 2012 sostituì il sistema di istruzione turco 7+4 con un 4+4+4+, una serie di tre cicli scolastici di durata quadriennale ciascuno, dei quali erano obbligatori i primi due.
La riforma introdusse la possibilità di fruire le lezioni tramite e-learning anziché in presenza a partire dal secondo ciclo quadriennale, fatto che destò il timore di un arretramento della condizione della donna nell'accesso all'istruzione universitaria e all'indipendenza economica.
La valutazione della didattica ha evidenziato uno scadimento qualitativo della formazione, in modo particolare all'interno delle neocostuite scuole Imam Hatip. Il numero di istituti confessionali passò dai 730 del 2012 ai 1 622 del 2015/2016, mentre la loro popolazione studentesca salì da 94 000 alle 458 000 unità.
Nel 2012, Erdogan introdusse l'insegnamento dell'ottomano, il contrasto alla diffusione scolastica di termini esterofili e in particolare francesi, un modello di architettura per il quale tutti i successivi edifici furono realizzati in stile selgiudichide-ottomano. L'islamizzazione della scuola pubblica fu resa visibile dalla cancellazione dell'evoluzionismo darwiniano dalle materie di insegnamento, nonché dall'introduzione di corsi extracurriculari di orientamento, morale ed etica musulmana. Il numero di immatricolazioni alle facoltà teologiche crebbe esponenzialmente, arrivando a toccare quota 100 000 studenti.
Nel gennaio 2016, una legge voluta dal governo Erdogan diede ai dipendenti pubblici la facoltà di partecipare alla preghiera del venerdì, estendendo tale nuovo diritto ai professori delle imam hatip. Pur non essendo istituita un'ora specifica per la preghiera, la sospensione delle lezioni non coperta da attività didattiche alternative veniva di fatto a essere una forma di pressione da parte dello Stato sulla libertà di culto degli studenti e delle famiglie, invogliando i primi a partecipare alle celebrazioni collettive.
Contemporaneamente all'innalzamento dell'obbligo scolastico, numerose città assistettero alla chiusura delle scuole laiche o alla loro conversione in Imam Hatip, che di fatto privarono i turchi di qualsiasi libertà di scelta ecucativa.
L'AKP e la scuola statale si proponevano pubblicamente l'obbiettivo di formare "bravi studenti", una generazione di "devoti" e di futuri "bravi cittadini" turchi. Parte della popolazione iniziò ad avvertire un'ostilità nei confronti di un sistema e di un ordinamento nel quale i laici imponevano nei confronti di Ataturk un'adorazione e un culto della personalità invasiva della sfera privata, non così distanti dal rapporto che legava gli islamici alla propria divinità. L'alternativa delle scuole private rappresentava un costo inaccessibile alla maggioranza della popolazione scolastica, che in interi distretti del Paese si vedeva deprivata di qualsiasi alternativa alle imam hatip.
Il tema dell'istruzione pubblica è particolarmente avvertito in un Paese caratterizzato da forti disuguaglianze e diverse opportunità sociali e dove un terzo degli 82 milioni di abitanti censiti al 2019 aveva meno di trent'anni.

## Il velo islamico
Fino al 2014, il velo rituale era obbligatorio solamente nelle scuole coraniche Da allora in poi, fu liberalizzato in tutte le scuole pubbliche, replicando al loro interno quanto le università statali avevano già fatto nel 2010.
Dal settembre 2014, il velo fu introdotto come scelta opzionale per le alunne del primo ciclo quadriennale, nell'arco del quale l'istruzione religiosa divenne obbligatoria.
Dal 2000 al 2018 il numero di studenti iscritti a una scuola imam hatip di ogni ordine e grado era cresciuto esponenzialmente da 60 000 a 1,2 milioni di unità.

## Ex allievi noti
- Cemal Çavdarlı (n. 1966), parlamentare belga (dal 2003 al 2007) e poi della Turchia
- Ahmet Hakan Coşkun (n. 1967), giornalista
- Ömer Dinçer (n. 1956), accademico, politico ed ex uomo di governo
- Nazım Ekren (n. 1956), vice Primo Ministro della Turchia
- Recep Tayyip Erdoğan (n. 1954), ex sindaco di Istanbul, leader del partito islamico AKP e Presidente della Repubblica turca[23]
- Mehmet Müezzinoğlu (n. 1955), medico e Ministro della Salute.